# Alessandro Tomasi
Alessandro Tomasi (Pistoia, 18 settembre 1979) è un politico italiano, sindaco di Pistoia dal 27 giugno 2017.

## Biografia
Laureato in scienze politiche, militante di Azione Giovani, diviene per la prima volta consigliere comunale nel 2007, tra le file di Alleanza Nazionale, venendo successivamente rieletto nel 2012 con Il Popolo della Libertà, dov'è stato coordinatore regionale Toscano di Azione Giovani prima e della Giovane Italia poi.
Alle elezioni politiche del 2013 viene candidato alla Camera dei deputati, nella circoscrizione Toscana con PdL, ma senza venire eletto. Quindi aderisce a Fratelli d'Italia.

### Sindaco di Pistoia
Si candida a sindaco di Pistoia in vista delle amministrative del 2017, sostenuto da una coalizione di centro-destra composta da Fratelli d'Italia, Lega Nord, Forza Italia-Centristi per l'Europa e dalla lista civica Pistoia Concreta. Al primo turno totalizza il 26,68%, contro il 37,52% del suo principale sfidante, il sindaco uscente Samuele Bertinelli. Viene eletto sindaco al ballottaggio sovvertendo i pronostici e vince di quasi 9 punti percentuali, diventando il primo sindaco di destra della storia di Pistoia repubblicana.
Ricandidatosi alle elezioni del 2022, viene rieletto al primo turno con il 51,49% delle preferenze, prevalendo sulla candidata di centro-sinistra Federica Fratoni.